# 昭和館

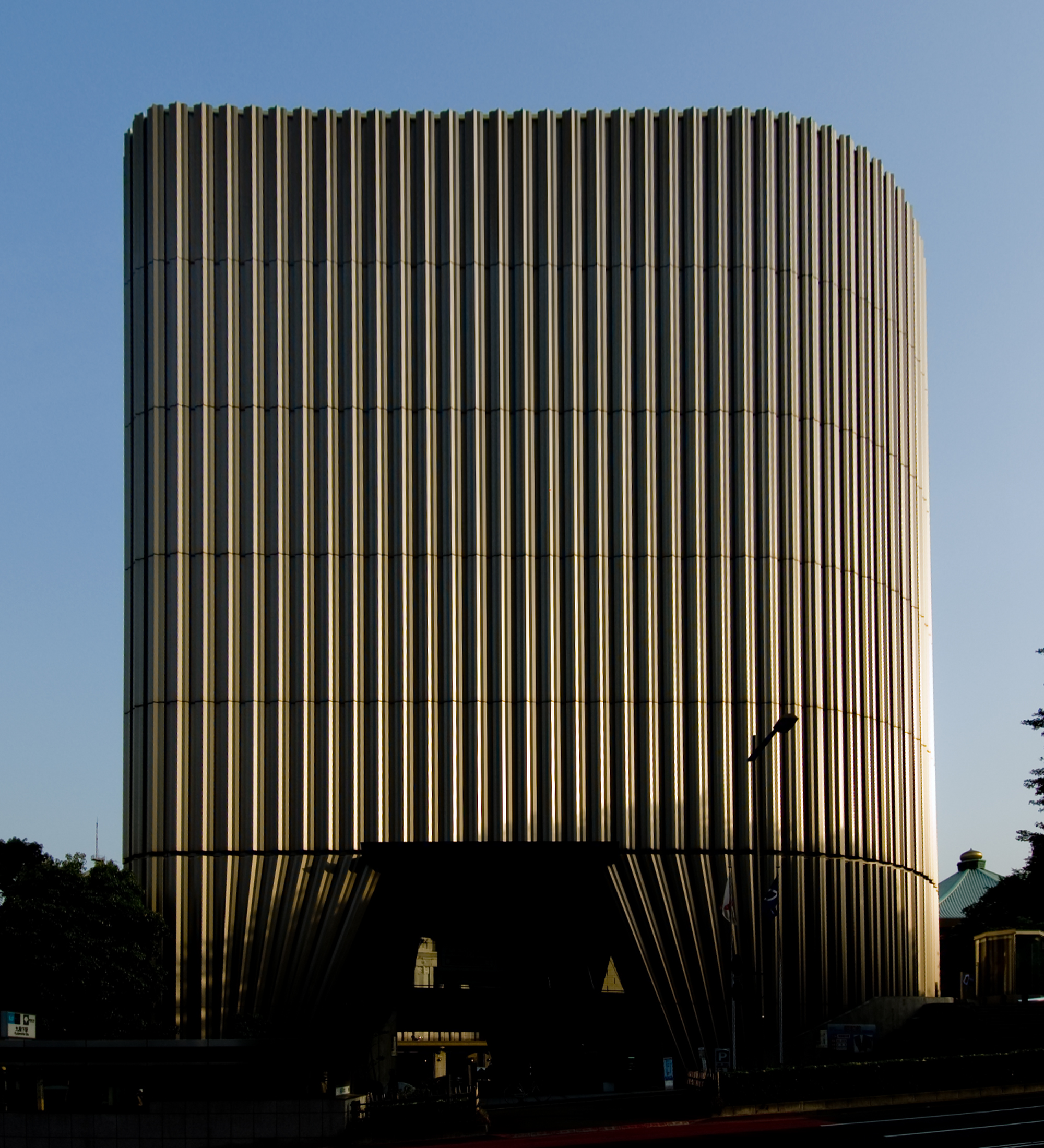

昭和館（日语：しょうわかん）是位於日本東京都千代田區九段南的一座國立博物館，由日本遺族會運營，展示日本國民在二戰時及戰後經歷的苦勞，並將這一記憶傳遞給後世。

## 历史
博物館設立於1999年3月27日。建築外牆使用了鈦製合金材料。